# Людвігсштадт
Людвігсштадт (нім. Ludwigsstadt) — місто в Німеччині, розташоване в землі Баварія. Підпорядковується адміністративному округу Верхня Франконія. Входить до складу району Кронах.
Площа — 58,72 км2. Населення становить 3342 ос. (станом на 31 грудня 2020).